# وادي مطر (موقع أثري)
وادي مطر يقع في جنوب بلدة فرسان وعلى بعد تسعة كيلو مترات تقريباً، الواقعة في جزر فرسان جنوب غرب السعودية. يتميز الموقع بوجود بعض الأطلال ذات الصخور الكبيرة فيه، والتي كتب على بعضها كتابات حميرية تعود إلى عصور ما قبل الإسلام، والشيء الذي يميز معظم المناطق الأثرية في الجزيرة هي الصخور الضخمة المستخدمة في تلك المباني.

## المباني الحجرية
جنوبي المحافظة بحوالي 11 كيلاً، وجنوبي غربي قرية المحرق وشمالي وادي مطر، ويشغل الموقع مساحة تقدر بحوال 1000 x 50 ، والموقع مشسور وتنتشر فيه الكسر الفخارية، وبقايا الأبنية المشيدة بالحجارة البحرية المختلفة الأحجام والمقاسات، ومازالت أجزاء من أرتفاعات الجدران باقية، كما تتضح البوابات لبعض هذه الأبنية خاصة وأنها مشيدة من حجارة ضخمة وضعت بشكل طولي، ويوجد على أحدها أحرف بالخط المسند، كما تتضح بعض التقسيمات الداخلية للمساكن وسماكة الجدران، وبدراسة الفخار المنتشر على سطح الموقع يتضح أن فترة الاستيطان الأخير لهذا الموقع تعود للفترة الإسلامية المتأخرة.

## أساسات المباني الحجرية
تقع جبنوي المحافظة بحوالي 9 كيلاً، وتشغل مساحة تقدر بحوالي 100م في 100م حيث تظهر بقايا أساسات لمبان صغيرة متهدمة بحجارة غير مهذبة، وعلى سطح الموقع ينتشر العديد من الكسر الفخارية، وأجزاء من الأسوار الزجاجية يتضح أن من أشكالها وأنواعها أن الموقع يعود للفترة الإسلامية المتأخرة.

## مقبرة إسلامية
جنوب مو (أساسات المباني الحجرية) بحوالي 400م، وتشغل مساحة 50 في 50م تقريباً، ويلحظ تميز بعض القبور عن بعضها خاصة في وسط المقبرة حيث بنيت مجموعة من القبور بحجارة غير مهذبة، ويوضع في طرفي القبر حجران مستطيلان (شاهدان غير منقوشين) لتمييز طرفية عن باقي القبر، ويبدو أن المقبرة متزامنة مع موقع أساسات المباني، كما عثر في هذا الموقع على حجر شاهدي عليه اسم (بركات)، والمساحة المنقوشة منه 47 في 34سم، وقد تآكلت الكتابة تماماً، وفي نهاية الحجر من الأسفل تظهر عبارة (عليه الصلاة والسلام) والكتابة تعود للفترة الإسلامية المتأخرة.